# Resolution 647 des UN-Sicherheitsrates
Die Resolution 647 des UN-Sicherheitsrates ist eine Resolution, die der Sicherheitsrat der Vereinten Nationen am 11. Januar 1990 einstimmig beschloss. Unter Hinweis auf die Resolution 622 (1988) und ein Schreiben des Generalsekretärs über die Regelung der Lage in Afghanistan billigte der Rat die Vorschläge des Schreibens über die Mission der guten Dienste der Vereinten Nationen in Afghanistan und Pakistan.
Der Rat verlängerte daraufhin das Mandat der Mission gemäß den Empfehlungen des Generalsekretärs Javier Pérez de Cuéllar um zwei Monate bis zum 15. März 1990 und ersuchte ihn, den Rat über die Entwicklungen in der Region auf dem Laufenden zu halten.

## Externe Quellen
- Text der Resolution auf undocs.org